# 볼보 B7R
볼보 B7R(영어: Volvo B7R)은 볼보버스에서 1997년부터 2019년까지 생산했던 대형 버스이다.

## 경쟁 차종
기아
- 기아 뉴 그랜버드 이노베이션 그린필드
- 기아 뉴 그랜버드 선샤인
- 기아 뉴 그랜버드 이노베이션 선샤인
- 기아 뉴 그랜버드 이베이션 실크로드

미쓰비시후소트럭 버스
- 미쓰비시후소 에어로 버스

자일대우
- 자일 FX120 크루징 스타
- 자일 FXⅡ120 크루징 스타
- 자일 FX120 에이스
- 자일 FXⅡ212 슈퍼 크루저
- 자일 BX212 로얄 하이데커
- 자일 BX212S 로얄 하이데커
- 자일 BX212M 로얄 플러스

현대자동차
- 현대 에어로 600
- 현대 에어로 E
- 현대 유니버스 스페이스 럭셔리
- 현대 유니버스 스페이스 컴포트
- 현대 유니버스 스페이스 클래식
- 현대 유니버스 스페이스 엘레강스
- 현대 뉴 프리미엄 유니버스 스페이스 럭셔리
- 현대 뉴 프리미엄 유니버스 스페이스 컴포트
- 현대 뉴 프리미엄 유니버스 스페이스 클래식
- 현대 뉴 프리미엄 유니버스 스페이스 엘레강스
- 현대 뉴 프리미엄 유니버스 익스프레스 노블
- 현대 뉴 프리미엄 유니버스 익스프레스 프라임
- 현대 뉴 프리미엄 유니버스 노블

## 갤러리

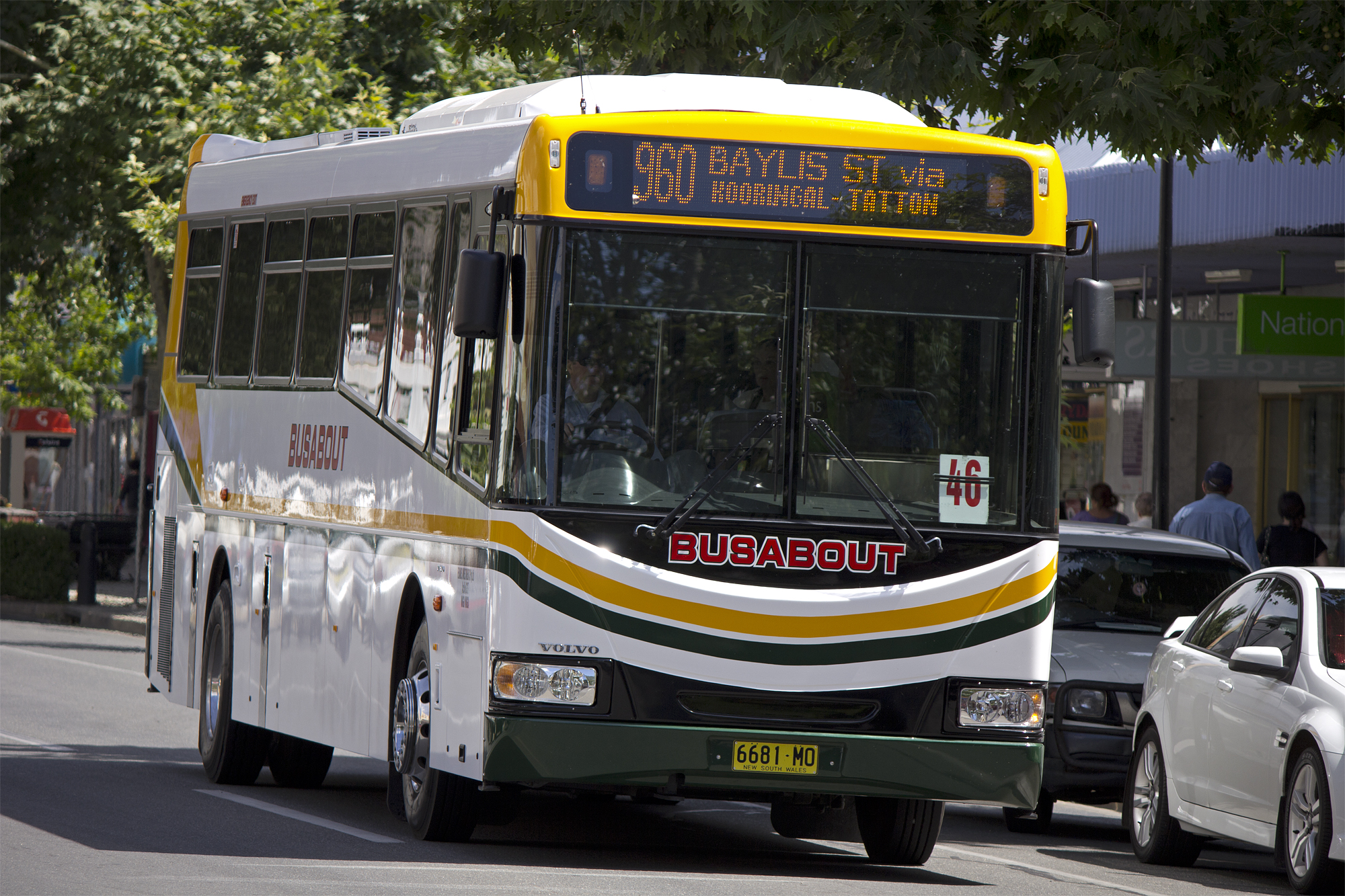
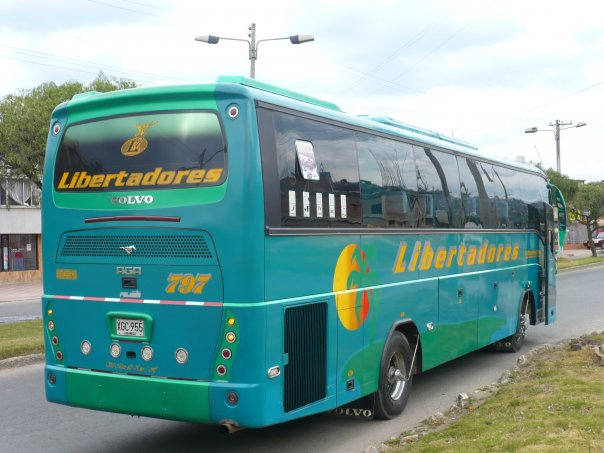
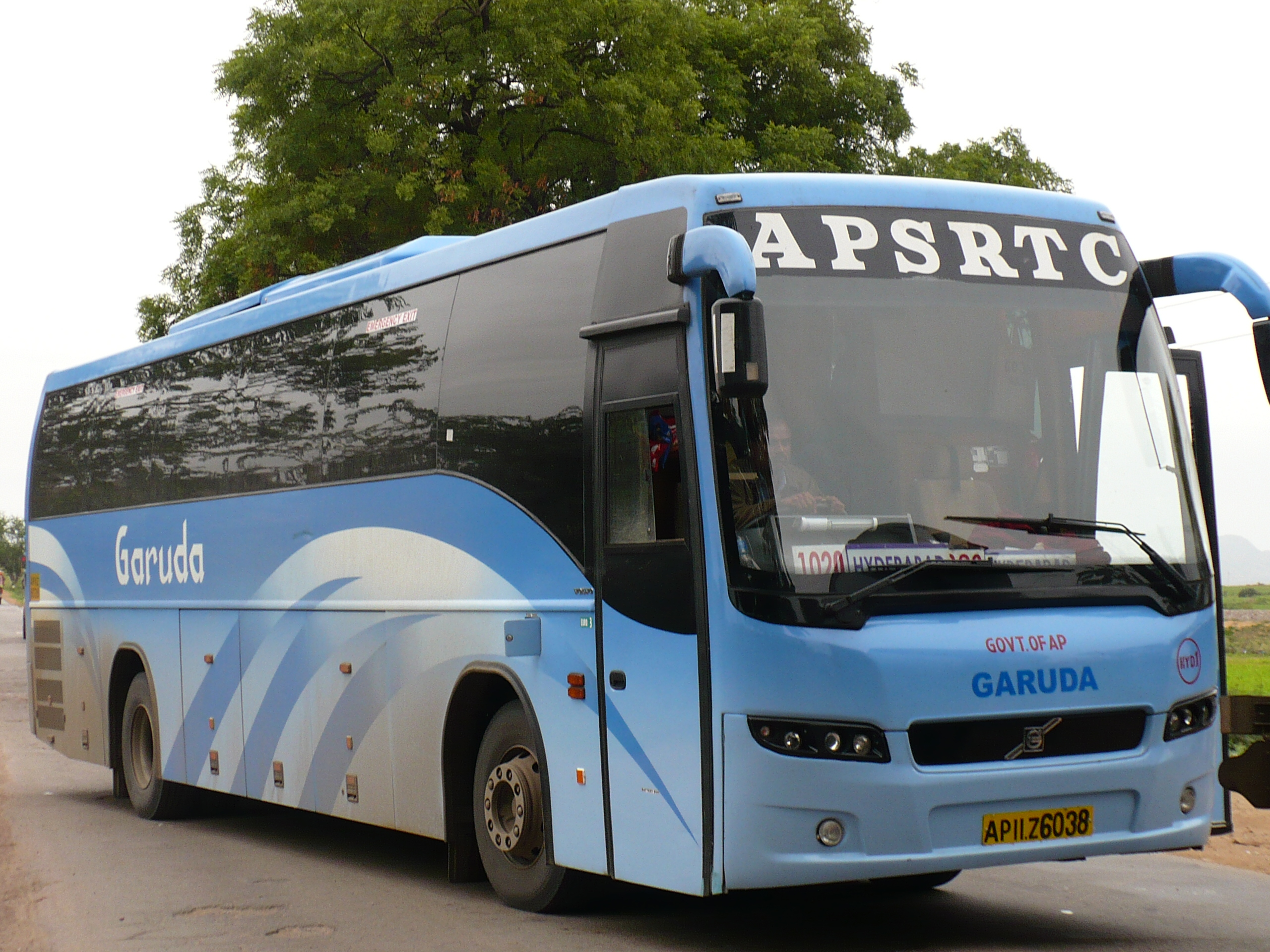
인도에서 운행 중인 볼보 B7R